# Arkadi Alexandrovitch Souvorov
Pour les articles homonymes, voir Souvorov (homonymie).
Arkadi Alexandrovitch Souvorov, comte Rymniksky (août 1784 - 13 avril 1811), est un général russe.

## Biographie
Fils d'Alexandre Souvorov, il suit la carrière militaire et atteint le grade de lieutenant-général.
Il épouse Elena Alexandrovna Narychkina (en) (1785-1855), fille du prince Alexandre Lvovitch Narychkine.

## Sources
- (ru) Cet article est partiellement ou en totalité issu de l’article de Wikipédia en russe intitulé « Суворов, Аркадий Александрович » (voir la liste des auteurs).